# Здалеку (фільм)
«Здалеку» (ісп. Desde allá) — венесуельський драматичний фільм, знятий дебютантом Лоренцо Віґасом. Світова прем'єра стрічки відбулась 10 вересня 2015 року на Венеційському кінофестивалі, де вона отримала «Золотого лева» як найкращий фільм. Фільм розповідає про 50-річного багатія Армандо, який зустрічає у Каракасі 17-річного Елдера, ватажка злочинного угрупування, і ця зустріч змінює їхнє життя назавжди.
Фільм був висунутий Венесуелою на премію «Оскар» за найкращий фільм іноземною мовою.

## Сюжет
50-річний багатій Армандо шукає молодих хлопців у Каракасі і платить їм за спілкування без інтимної близькості. Одного разу він зустрічає 17-річного Елдера, ватажка злочинного угрупування, і ця зустріч змінює їхнє життя назавжди.

## У ролях
- Альфредо Кастро — Армандо
- Луїс Сільва — Елдер
- Джеріко Монтілья — Амелія
- Катеріна Кардосо — Марія
- Хорхе Луїс Боске — Фернандо
- Греймер Акоста — Пальма

## Визнання
| Нагороди та номінації фільму «Здалеку» | Нагороди та номінації фільму «Здалеку»               | Нагороди та номінації фільму «Здалеку»       | Нагороди та номінації фільму «Здалеку» | Нагороди та номінації фільму «Здалеку» | Нагороди та номінації фільму «Здалеку» |
| Рік                                    | Кінопремія / Кінофестиваль                           | Категорія / Нагорода                         | Номінант                               | Результат                              |                                        |
| -------------------------------------- | ---------------------------------------------------- | -------------------------------------------- | -------------------------------------- | -------------------------------------- | -------------------------------------- |
| 2015                                   | Венеційський кінофестиваль 2015                      | «Золотий лев» за найкращий фільм             | «Здалеку»                              | Перемога                               |                                        |
| 2015                                   | 45-й Київський міжнародний кінофестиваль «Молодість» | «Золотий Скіфський олень» за найкращий фільм | «Здалеку»                              | Номінація                              |                                        |
| 2015                                   | 45-й Київський міжнародний кінофестиваль «Молодість» | «Сонячний зайчик»                            | «Здалеку»                              | Номінація                              |                                        |
| 2015                                   | Загребський кінофестиваль                            | «Золота коляска» за найкращий фільм          | «Здалеку»                              | Номінація                              |                                        |